# 日向裕羅
日向 裕羅（ひなた ゆら、8月1日 - ）は、日本の女性声優、歌手。旧芸名は西村 ひな。
代表作は『D.C. 〜ダ・カーポ〜』（白河ことり）、『とらいあんぐるハートシリーズ』（千堂瞳、仁村知佳、神咲那美、他）など。

## 人物

### 来歴
- 主にアダルトゲームで活動している。テレビアニメなどの一般作品にも名前を変えずに声をあてている。
- 『SHUFFLE! Love Rainbow』を最後に新規の出演は見られないが、『はぴねす! えもーしょん』の小雪のダイレクトメッセージムービーにて高峰小雪の声をあてている[1][注 1]。

### エピソード
- 歌を歌う機会にも恵まれたが、「歌は下手なので難しい」とアルバム内のトークや「はぴねす!でらっくす」の特典CDでのメッセージで述べている。

## 出演
太字はメインキャラクター。

### アダルトPCゲーム
1998年
- とらいあんぐるハート（千堂 瞳）

1999年
- とらいあんぐるハート2 さざなみ女子寮（仁村 知佳）

2000年
- とらいあんぐるハート ラブラブおもちゃ箱（千堂 瞳、仁村 知佳）
- とらいあんぐるハート3 〜Sweet Songs Forever〜（神咲 那美、神咲 北斗）

2001年
- 真・脳力者（河崎 芽美）
- 魔法のパレット（フィオーレ）
- とらいあんぐるハート3 リリカルおもちゃ箱（神咲 那美）
- 水夏（柾木 茜）
- 実習生 〜危険な教室〜（倉田 奈緒）
- 私に今夜☆会いに来て（結城 みさご）
- Private Emotion（蓮田 優衣 ）
- Coda－棘－（深見 紗世 ）
- ボクのヒミツたいけん（野中 美子）
- パンドラの夢（源 春華）
- Pia♥キャロットへようこそ!!3（君島 ナナ）
- アルキメデスのわすれもの（白河 ことり）[2]
- 螺旋回廊2（寺島 実奈美）
- Sacrifice〜制服狩り〜（榎本 いつき）
- Snowラディッシュバケーション!!（間 初花）

2002年
- シ・カ・エ・シ（橋本 望）
- Flugel〜約束の青空の下へ〜（セルビナ・カークマイン）
- 重装皇女メタルプリンセス（美劔 あきら）[3]
- バイナリィ・ポット（諏訪 奈都子）
- Milkyway うぃず voice（御影 咲夜）
- Milkyway2（御影 咲夜）
- 誘惑 第2章 爪痕（染井 桜）
- Ripple 〜ブルーシールへようこそっ〜（加藤 あおい）
- 魔法戦士スイートナイツ〜ヒロイン凌辱指令〜（ココノ・アクア）[4]
- パンドラのびっくり箱（源 春華）
- とらいあんぐるハート1・2・3 DVD EDITION（千堂 瞳、仁村 知佳、神咲 那美）
- 結い橋（有坂 詩奈）
- D.C. 〜ダ・カーポ〜（白河 ことり）[5]
- とらかぷっ!（桜姫）[6]
- Lost Passage（エリナ・レミンカイネン）
- じゅえる・まとりくす（アーシア）
- D.C. White Season 〜ダ・カーポ ホワイトシーズン〜（白河 ことり）

2003年
- 結い橋つめちゃいました! P・R・O（有坂 詩奈）
- みんなに今夜☆会いに来て 裏木戸のカギは一つ（結城 みさご）
- 白い蛇の夜（氷上 霧柄）
- 魔法戦士プリンセスティア（ココノ・アクア） [7]
- CANDY TOYS（御佐倉 かなた）[8]
- こもれびに揺れる魂のこえ（スイ）[9]
- すくみず 〜フェチ☆になるもんっ!〜（嶋野 真帆）[10]
- Please teach! My Angel（蒼乃 野々香）[11]
- WhitePrincess（藤沢 姫菜）[12]
- 紅（田上 夏美、久留 美桂）
- 妹 わたし、どんなことだって…（氷室 涼音）[13]
- そこに海があって（鮎川 美奈萌）[14]
- プリいも Please teach! My Sister（蒼乃 野々香）[15]

2004年
- PARADISE LOST（ソフィア・クライスト）[16]
- 愛cute! キミに恋してる（春日井 結）[17]
- SHUFFLE!（カレハ）[18]
- こもきゅん!!〜はぁとに揺れる魂のFANディスク〜（スイ）[19]
- くれいどるそんぐ 〜昨日に奏でる明日の唄〜（レア・ティータ）[20]
- DEEPBLUE ファンディスク〜11人の胸キュンLOVE！〜（エリナ・レミンカイネン）
- D.C.P.C. 〜ダ・カーポ〜 プラスコミュニケーション（白河 ことり）[21]
- オーガストファンBOX（諏訪 奈都子）
- D.C. Summer Vacation 〜ダ・カーポ サマーバケーション〜（白河 ことり）[2]
- 水夏A.S+（柾木 茜）[2]

2005年
- うたう絵本 4・5・6 Hi! Hi!（白河 ことり、嶋野 真帆）
- はぴねす!（高峰 小雪）[22]
- Milkyway3（御影 咲夜）
- みらろま（優城 由紀恵）[23]

2006年
- 春恋*乙女 〜乙女の園でごきげんよう。〜（桐生 ソーニャ）[24]
- はぴねす! りらっくす（高峰 小雪、有坂 詩奈、レア・ティータ）[25]
- A.C.D.C. RumblingAngel（白河 ことり）
- AYAKASHI H（咲守 八重）[26]
- Really? Really!（カレハ）[27]
- C.D.Christmas Days 〜サーカスディスク クリスマスデイズ〜（白河 ことり）[28]

2007年
- CircusLand I 〜ドキ! ヒロインいっぱい初音島★コスプレミスコン祭り♪よりどりみどりで♪好きな子選んで着せ替え育成デートだょ 兄さん♪〜（白河 ことり、嶋野 真帆）[29]

2008年
- D.C.P.K. 〜ダ・カーポーカー〜（白河 ことり）[30]
- リリカルDS（優城 由紀恵）[2]
- D.C. After Seasons 〜ダ・カーポ〜 アフターシーズンズ（白河 ことり）[31]

2009年
- 晴れハレはーれむ（野々村 香澄）[32]
- 77 〜And, two stars meet again〜（常葉 美紀）[33]
- SHUFFLE! Essence+（カレハ）[34]

2010年
- ことり Love Ex P（白河 ことり）[35]
- D.C. Dream X'mas 〜ダ・カーポ〜 ドリームクリスマス（白河 ことり）[36]

2011年
- SHUFFLE! Love Rainbow（カレハ）[37]

2014年
- はぴねす! えもーしょん（高峰 小雪）[38]

### 一般向ゲーム
2001年
- 21-Two One-（二見 美魚）[39]

2002年
- Pia♥キャロットへようこそ!!3 ヒロインズFunBox（君島 ナナ）
- パンドラの夢（源 春華）
- 水夏〜SUIKA〜（柾木 茜）
- WATER SUMMER（柾木 茜）

2003年
- 水夏 全年齢版（柾木 茜）
- 水夏〜おー・157章〜（柾木茜）
- Pia♥キャロットへようこそ!!3（君島 ナナ）
- Pia♥キャロットへようこそ!!3〜round summer〜（君島 ナナ）
- とらかぷっ! だーっしゅ!!（桜姫）
- Lost Passage〜失われた一節〜（エリナ・レミンカイネン）

2005年
- SHUFFLE! ON THE STAGE（カレハ）

2007年
- はぴねす! でらっくす（高峰 小雪）
- 水夏A.S+ Eternal Name（柾木 茜）

2008年
- D.C. 〜ダ・カーポ〜 the Origin（白河 ことり）[40]

2009年
- Really? Really! リアリアDS（カレハ）

2010年
- 77 〜beyond the Milky Way〜（常葉 美紀）

### テレビアニメ
- SHUFFLE!（2005年 - 2007年、カレハ[41]）- 2
- はぴねす!（2006年、高峰小雪）
- 祝福のカンパネラ（2010年、女神）

### OVA
- 雛鳥の囀（リース）
- 殻の中の小鳥（リース）
- とらいあんぐるハート2 さざなみ女子寮（2000年、仁村 知佳）
- 奇術師×魔術師 王坂学園探偵部の事件簿 淫夜に笑う影ひとつ（2002年、和戸 泉純）[注 2]
- とらいあんぐるハート 〜Sweet Songs Forever〜（2003年、神咲 那美）
- 魔法戦士スイートナイツ〜ヒロイン凌辱指令〜 I、II（2004年、ココノ・アクア）
- 水夏 番外編 真夏の贈り物（2004年、柾木 茜）[42]
- はぴねす! アニメ特別編「渡良瀬準の華麗なる一日」（2007年、高峰小雪）※PS2ゲーム「はぴねす! でらっくす」初回限定版同梱特典
- 春恋*乙女 〜乙女の園で逢いましょう。〜（2008年、桐生 ソーニャ）

### ドラマCD
- とらいあんぐるハート'S サウンドステージ（仁村 知佳）
- とらいあんぐるハート'S サウンドステージ2 鷹城唯子の海風RADIO！（仁村 知佳、千堂 瞳）
- とらいあんぐるハート'S サウンドステージ3 “Sweet Song memories”（神咲 那美、小飛）
- とらいあんぐるハート'S サウンドステージ4 HAPPY SOGS COLLECTION 〜高町家カラオケ大会!!!〜（神咲 那美、小飛）
- とらいあんぐるハート'S サウンドステージ5 Wings Xmas〜遠い空のクリスマス・イブ〜（仁村 知佳、神咲 那美）
- とらいあんぐるハート'S サウンドステージO（オー） Summertime Whispers 〜トーキング・イン・さざなみ女子寮〜（仁村 知佳、神咲 那美、黒虎、影虎）
- とらいあんぐるハート'S Sound Stage X 〜OVA Series ＆ Radio Stage Preview〜（パーソナリティ）
- とらいあんぐるハート'S Sound Stage X2 ラジオドラマSP SIDE-A（仁村 知佳、神咲 那美）
- とらいあんぐるハート'S Sound Stage X3 ラジオドラマSP SIDE-B（神咲 那美、神咲 北斗）
- とらいあんぐるハート'S Sound Stage X4 〜Yesterday to tomorrow〜（仁村 知佳）
- サウンドステージEXTRA とらいあんぐるハートRadioStage CD特番SPECIAL（パーソナリティ、日向ヶ丘 ゆらら）
- Songs from D.C. 〜ダ・カーポ〜（白河 ことり） ※モノローグ、ミニドラマパート
- D.C. 〜ダ・カーポ〜 オリジナルドラマ 春色の島（白河 ことり）
- A.C.D.C.紀元前ダ・カーポはじめてのドラマCD vol.1（白河 ことり）
- SHUFFLE! ドラマシリーズ FILE.02、04、05（カレハ）
- シャッフル！ オン・ザ・ステージ CDドラマ vol.2 カレハ（カレハ）
- キャラジオCD SHUFFLE! バーベナ学園放送部 vol.4 （カレハ）
- SHUFFLE! ESSENCE+ -LOVERS FRAGMENT-
- It’s my ミラクル☆ はぴねす！キャラクターソングvol.3 柊杏璃 with 成瀬未亜（高峰 小雪） ※ドラマパート出演
- はぴねす! オリジナルドラマCD 「雪のバレンタインデー」（高峰小雪）
- ドラマCD 水夏〜SUIKA〜第3章-柾木茜・京谷透子-（柾木 茜）
- Piaキャロットへようこそ!!3 羽瀬川朱美・空に近い場所（君島 ナナ）
- すくみず OTO（嶋野 真帆）
- ぱじゃまドラマCD〜パティシエなにゃんこ＆Please teach! My Angel〜（蒼乃 野々香）
- Please teach! My Angel　ドラマCD（蒼乃 野々香）
- ドラマCD みらろま（優城 由紀恵）
- 77（セブンズ）ドラマCD『天稜国際学園最後の日？』（常葉 美紀）[43]
- はぴねす!ヒロインズ バイノーラルでイチャラブドラマCD（高峰小雪、2015年）

### その他
- 水夏 初回限定版特典ドラマCD+ドラマCD『メデスのきもち』（柾木茜）
- Milkyway1.8（御影 咲夜／『電撃姫』2002年5月号付録）
- Milkyway2.5（御影 咲夜／『電撃姫』2004年8月号付録）
- D.C. 〜ダ・カーポ〜 咲きどり☆ドラマCD（白河 ことり／D.C. 〜ダ・カーポ〜 ファーストファンブック付属ドラマCD）
- D.C. 〜ダ・カーポ〜 コラストでぃすく（白河 ことり／D.C. 〜ダ・カーポ〜 コラボレーションストーリーズ付属CD-ROM）
- すごまんOnline with 結い橋娘。（有坂 詩奈／コミックマーケット65）
- 麻雀くれいどるそんぐ 〜雀荘oasisへようこそ！〜（レア・ティータ／コミックマーケット66ういんどみる袋・夏同梱商品）
- はぴねす!HAPPY DVD[注 3]（『電撃姫』2005年10月号付録DVD）
- はぴねす!ヒロインズ バイノーラルでイチャラブドラマCD（新春初夢萌BOX2015 ういんどみる）
- SHUFFLE!目覚ましボイスクロックVol.06 カレハ

## 音楽

### オリジナル・アルバム
| 発売日         | タイトル       | 発売元 | 備考                  |
| -------------- | -------------- | ------ | --------------------- |
| 2001年8月10日  | Pupil          | ivory  | 日向裕羅1stアルバム   |
| 2001年12月29日 | きらりっ       | ivory  | 日向裕羅2ndアルバム   |
| 2003年8月15日  | Want to Say it | ivory  | 声優7名によるアルバム |

### コンピレーション・アルバム
| 発売日         | タイトル                                  | 発売元 |
| -------------- | ----------------------------------------- | ------ |
| 2004年8月13日  | early works -ivory original songs best-   | ivory  |
| 2004年12月19日 | early works 2 -ivory original songs best- | ivory  |

### キャラクターソング・ゲームボーカルCD
| 発売日         | タイトル                                                                   | 発売元       |
| -------------- | -------------------------------------------------------------------------- | ------------ |
| 2001年12月29日 | jANIS＆ivory Game Songs Collection vol.1                                   | ivory        |
| 2002年12月28日 | jANIS＆ivory Game Songs Collection vol.2                                   | ivory        |
| 2002年11月29日 | とらいあんぐるハート’ｓメモリアルアルバム 〜 The Last Songs 〜             | ivory        |
| 2004年5月14日  | とらいあんぐるハート'S Soundstage final 〜The Grand Finale〜               | DISCOVERY    |
| 2006年12月21日 | crystal3 〜サーカス ヴォーカルコレクション〜 Vol.3                         | Lantis       |
| 2004年10月27日 | シャッフルタイム                                                           | Lantis       |
| 2006年3月24日  | 「シャッフル！ オン・ザ・ステージ」キャラクターボーカルアルバム            | Lantis       |
| 2007年4月11日  | SHUFFLE!MEMORIES キャラクターソング集                                      | Lantis       |
| 2005年7月29日  | 雪の記憶 はぴねす！キャラクターソングvol.2 高峰小雪 with 日向裕羅          | HOBiRECORDS  |
| 2007年1月10日  | はぴねす！でらっくす キャラクターエンディングコレクション Vol.III 高峰小雪 | 5pb.         |
| 2007年5月16日  | はぴねす！VocalCollection CD                                               | 5pb.         |
| 2007年2月15日  | Windmill Vocal Collection tsubu-an                                         | ういんどみる |
| 2008年8月29日  | Marron Vocal Collection                                                    | Marron       |

### 歌

#### アルバム曲
- 夏を追いかけて（『Pupil』収録）
- カレイドスコープ（『Pupil』収録）
- ふたり（『Pupil』収録）
- 走れおんなのこ（『Pupil』収録）
- Pupil（『Pupil』収録）
- Let's Get a Party!!（『きらりっ』収録）
- がんばるよのうた（『きらりっ』収録）
- 星空の眠り（『きらりっ』収録）
- ask（『Want to Say it』収録）

#### とらいあんぐるハートシリーズ
- 風に負けないハートのかたち（『とらいあんぐるハート2』OP、『とらいあんぐるハート'S サウンドステージ』ほか収録）
- 涙の誓い（Acoustic Arrange Version）（『とらいあんぐるハート'S サウンドステージ4』収録）
  - 歌：高町美由希（児玉さとみ）、神咲那美
- みんなのうた（『とらいあんぐるハート'S サウンドステージ4』収録）
  - 歌：高町家とその友人・関係者一同
- Bright wings（『とらいあんぐるハート1・2・3 DVD EDITION』、『とらいあんぐるハート'S サウンドステージ5』収録）
  - 歌：KOTOKO／コーラス：春野日和、音乃菜摘、日向裕羅
- みんなのうたEX（エクストラ）（『とらいあんぐるハート'S サウンドステージO』収録）
  - 歌：さざなみ女子寮一同
- 笑顔の季節（『とらいあんぐるハート2〜冬の誓い〜後編』ED、『とらいあんぐるハート'S サウンドステージO』収録）
  - 歌：鳥居花音、日向裕羅
- Nameless Melodies 〜Starlight version〜（『とらいあんぐるハート’ｓメモリアルアルバム 〜 The Last Songs 〜』収録）
  - 歌：鷹城唯子（岩城由奈）、野々村小鳥（早乙女かな）、 仁村知佳、椎名ゆうひ（鳥居花音）
- Remember Season -Yura Hinata version-（『jANIS＆ivory Game Songs Collection vol.2』収録）
- ゆっくり On My Way（『とらいあんぐるハート'S Sound Stage X2』収録）
  - 歌：高町美由希、神咲那美
- Trust You're Truth〜明日を守る約束〜（『とらいあんぐるハート'S Sound Stage X4』収録）
  - 歌：仁村知佳、シェリー／セルフィ・アルバレット（春野日和）
- Sweet Songs ever with you（『とらいあんぐるハート'S Sound Stage X4』収録）
  - 歌：岩田由貴、鳥居花音、日向裕羅、春野日和、永見はるか
- いっしょにAll Night（『サウンドステージEXTRA とらいあんぐるハート'S Radio Stage』収録）
  - 歌：鳥居花音、日向裕羅、岩城由奈
- arrive（『サウンドステージEXTRA とらいあんぐるハート'S Radio Stage』収録）
  - 歌：鳥居花音、日向裕羅、岩城由奈
- farewell Winds（『とらいあんぐるハート'S Soundstage final 〜The Grand Finale〜』収録）
  - 歌：鳥居花音、日向裕羅、岩城由奈、海原エレナ、早乙女かな

#### はぴねす！
- 雪の記憶（はぴねす！ 高峰小雪ED、『はぴねす！キャラクターソングvol.2』収録）
  - 歌：高峰小雪
- 目覚めの朝（『はぴねす！』ED）
  - 歌：はぴねす！ヒロインズ
- ZERO(はぴねす！オープニング) -高峰小雪 ver.-（『はぴねす！キャラクターソングvol.2』収録）
  - 歌：高峰小雪
- 目覚めの朝（はぴねす！エンディング） -高峰小雪 ver.-（『はぴねす！キャラクターソングvol.2』収録）
  - 歌：高峰小雪
- ココロノキャンバス（『はぴねす！でらっくす』高峰小雪ED、『キャラクターエンディングコレクション Vol.III』収録）
  - 歌：高峰小雪
- おはよう ヒロイン全員バージョン（『はぴねす！でらっくす初回版特典CD』収録）
  - 歌：榊原ゆい、成瀬未亜、日向裕羅、後藤麻衣、壱智村小真、伊藤静

#### SHUFFLE!
- Happy Sunny Weekend（『シャッフルタイム』収録）
  - 歌：カレハ
- 君とユメイロ☆happiness!（『「シャッフル！ オン・ザ・ステージ」キャラクターボーカルアルバム』収録）
  - 歌：カレハ
- stars（『SHUFFLE!MEMORIES キャラクターソング集』収録）
  - 歌：カレハ

#### キャラクターソング・ゲームボーカル
- サンキュ！（『CANDY TOYS』ED）
- 二人乗り（とらかぷっ！だーっしゅ!!初回版特典CD『キャラクターソング集 〜四方山カラオケ大会〜』収録）
  - 歌：桜姫
- reborn（とらかぷっ！だーっしゅ!!初回版特典CD『キャラクターソング集 〜四方山カラオケ大会〜』収録）
  - 歌：桜姫
- 流星（とらかぷっ！だーっしゅ!!初回版特典CD『キャラクターソング集 〜四方山カラオケ大会〜』収録）
  - 歌：桜姫
- オルゴール（とらかぷっ！だーっしゅ!!初回版特典CD『キャラクターソング集 〜四方山カラオケ大会〜』収録）
  - 歌：桜姫
- 夏草（とらかぷっ！だーっしゅ!!初回版特典CD『キャラクターソング集 〜四方山カラオケ大会〜』収録）
  - 歌：桜姫
- キューブdeおねえちゃん（『お姉ちゃんの3乗（きゅーぶ）』OP）
  - 歌：海原エレナ、鳥居花音、日向裕羅
- ヒカリ（『お姉ちゃんの3乗（きゅーぶ）』ED）
  - 歌：海原エレナ、鳥居花音、日向裕羅
- ヒカリ〜ANGEL WING ver〜（『お姉ちゃんの3乗（きゅーぶ）』春崎小鴨ED）
- 7ミリの恋人（『すくみず OTO』収録）
  - 歌：嶋野真帆
- 明日へと続く道(Extra Version)（『くれいどる そんぐ Original Sound Track』収録）
- 勇気の一歩（『こくはく〜好きなの！おにいちゃん〜』主題歌）

## ラジオ
- とらいあんぐるハート'S Radio Stage（東海ラジオ：2003年4月4日 - 9月26日）